# Paróquias da diocese de São João da Boa Vista
A Diocese de São João da Boa Vista é composta de 79 paróquias distribuídas pelos municípios paulistas de São João da Boa Vista (sede), Aguaí, Águas da Prata, Caconde, Casa Branca, Divinolândia, Estiva Gerbi, Mococa, Mogi Guaçu, Itobi, Espírito Santo do Pinhal, Santa Cruz das Palmeiras, Santo Antônio do Jardim, São José do Rio Pardo, São Sebastião da Grama, Tambaú, Tapiratiba e Vargem Grande do Sul.
O território da diocese está dividido em quatro foranias e abrange dezoito municípios que perfazem uma área total de 6 863,93 km².
| Município                | Paróquia (nome)                                 | Ano de ereção | Forania                 |
| ------------------------ | ----------------------------------------------- | ------------- | ----------------------- |
| São João da Boa Vista    | São João Batista (catedral)                     | 1832          | São João                |
| São João da Boa Vista    | Nossa Senhora do Rosário                        | 1964          | São João                |
| São João da Boa Vista    | Sagrado Coração de Jesus                        | 1984          | São João                |
| São João da Boa Vista    | Coração de Maria                                | 1985          | São João                |
| São João da Boa Vista    | Nossa Senhora de Fátima                         | 1996          | São João                |
| São João da Boa Vista    | São Paulo                                       | 1999          | São João                |
| São João da Boa Vista    | São Sebastião                                   | 2003          | São João                |
| São João da Boa Vista    | Santuário Nossa Senhora do Perpétuo Socorro     | 2004          | São João                |
| São João da Boa Vista    | Santo Antônio                                   | 2004          | São João                |
| São João da Boa Vista    | Santo Expedito e Nossa Senhora da Consolação    | 2011          | São João                |
| São João da Boa Vista    | Imaculada Conceição                             | 2013          | São João                |
| Aguaí                    | Senhor Bom Jesus                                | 1900          | Imaculada Conceição     |
| Aguaí                    | São Benedito                                    | 1996          | Imaculada Conceição     |
| Aguaí                    | Santa Cruz                                      | 2009          | Imaculada Conceição     |
| Águas da Prata           | Nossa Senhora de Lourdes                        | 1952          | São João                |
| Águas da Prata           | Nossa Senhora Aparecida e São Roque             | 2009          | São João                |
| Caconde                  | Imaculada Conceição                             | 1775          | São José                |
| Casa Branca              | Nossa Senhora das Dores                         | 1814          | Nossa Senhora das Dores |
| Casa Branca              | São Pedro Apóstolo                              | 1996          | Nossa Senhora das Dores |
| Casa Branca              | Santuário Nossa Senhora do Desterro             | 2001          | Nossa Senhora das Dores |
| Casa Branca              | São João Batista                                | 2004          | Nossa Senhora das Dores |
| Divinolândia             | Divino Espírito Santo                           | 1865          | São José                |
| Divinolândia             | Nossa Senhora Rainha da Família                 | 1996          | São José                |
| Espírito Santo do Pinhal | Divino Espírito Santo e Nossa Senhora das Dores | 1860          | São João                |
| Espírito Santo do Pinhal | São Francisco de Assis                          | 1988          | São João                |
| Espírito Santo do Pinhal | São João Batista                                | 1991          | São João                |
| Espírito Santo do Pinhal | Santos Mártires                                 | 2004          | São João                |
| Espírito Santo do Pinhal | Santa Cruz e Nossa Senhora Aparecida            | 2004          | São João                |
| Estiva Gerbi             | São José                                        | 1971          | Imaculada Conceição     |
| Itobi                    | Nossa Senhora das Dores                         | 1898          | Nossa Senhora das Dores |
| Mococa                   | São Sebastião                                   | 1856          | Nossa Senhora das Dores |
| Mococa                   | Sagrada Família                                 | 1983          | Nossa Senhora das Dores |
| Mococa                   | Santa Luzia                                     | 1991          | Nossa Senhora das Dores |
| Mococa                   | Santa Clara                                     | 1995          | Nossa Senhora das Dores |
| Mococa                   | São Domingos                                    | 1997          | Nossa Senhora das Dores |
| Mococa                   | Santa Cruz                                      | 2003          | Nossa Senhora das Dores |
| Mococa                   | São Cristóvão                                   | 2004          | Nossa Senhora das Dores |
| Mococa                   | Nossa Senhora da Luz (Igaraí)                   | 2004          | Nossa Senhora das Dores |
| Mococa                   | Santa Teresinha do Meninos Jesus                | 2006          | Nossa Senhora das Dores |
| Mococa                   | São Benedito                                    | 2014          | Nossa Senhora das Dores |
| Mogi Guaçu               | Imaculada Conceição                             | 1740          | Imaculada Conceição     |
| Mogi Guaçu               | Nossa Senhora do Rosário                        | 1977          | Imaculada Conceição     |
| Mogi Guaçu               | Santo Antônio                                   | 1987          | Imaculada Conceição     |
| Mogi Guaçu               | Nossa Senhora Aparecida                         | 1987          | Imaculada Conceição     |
| Mogi Guaçu               | Santo André                                     | 1993          | Imaculada Conceição     |
| Mogi Guaçu               | São Judas Tadeu                                 | 1994          | Imaculada Conceição     |
| Mogi Guaçu               | Nossa Senhora da Luz                            | 1995          | Imaculada Conceição     |
| Mogi Guaçu               | São Pedro Pescador                              | 1996          | Imaculada Conceição     |
| Mogi Guaçu               | Santa Teresinha do Menino Jesus                 | 1998          | Imaculada Conceição     |
| Mogi Guaçu               | São José Operário                               | 2002          | Imaculada Conceição     |
| Mogi Guaçu               | Nossa Senhora de Fátima                         | 2003          | Imaculada Conceição     |
| Mogi Guaçu               | Santa Teresa d’Ávila                            | 2004          | Imaculada Conceição     |
| Mogi Guaçu               | Nossa Senhora das Graças                        | 2004          | Imaculada Conceição     |
| Mogi Guaçu               | São João Batista                                | 2005          | Imaculada Conceição     |
| Mogi Guaçu               | Santa Edviges                                   | 2009          | Imaculada Conceição     |
| Mogi Guaçu               | São Benedito                                    | 2010          | Imaculada Conceição     |
| Mogi Guaçu               | Nossa Senhora do Perpétuo Socorro               | 2016          | Imaculada Conceição     |
| Santa Cruz das Palmeiras | Santa Cruz                                      | 1884          | Nossa Senhora das Dores |
| Santa Cruz das Palmeiras | Santa Rita de Cássia                            | 1995          | Nossa Senhora das Dores |
| Santa Cruz das Palmeiras | Nossa Senhora do Rosário                        | 2015          | Nossa Senhora das Dores |
| Santo Antônio do Jardim  | Santo Antônio                                   | 1963          | São João                |
| São José do Rio Pardo    | São José                                        | 1870          | São José                |
| São José do Rio Pardo    | Santuário São Roque                             | 1968          | São José                |
| São José do Rio Pardo    | Cristo Redentor                                 | 1988          | São José                |
| São José do Rio Pardo    | Santa Edviges                                   | 2000          | São José                |
| São José do Rio Pardo    | São Cristóvão                                   | 2003          | São José                |
| São José do Rio Pardo    | Nossa Senhora do Rosário de Pompeia             | 2004          | São José                |
| São José do Rio Pardo    | Santuário Santo Antônio                         | 2003          | São José                |
| São Sebastião da Grama   | São Sebastião                                   | 1924          | São José                |
| Tambaú                   | Santo Antônio                                   | 1902          | Nossa Senhora das Dores |
| Tambaú                   | Santuário Nossa Senhora da Aparecida            | 2001          | Nossa Senhora das Dores |
| Tambaú                   | São Sebastião                                   | 2014          | Nossa Senhora das Dores |
| Tapiratiba               | Nossa Senhora Aparecida                         | 1938          | São José                |
| Vargem Grande do Sul     | Sant'Ana                                        | 1891          | São José                |
| Vargem Grande do Sul     | São Joaquim                                     | 1994          | São José                |
| Vargem Grande do Sul     | Nossa Senhora da Rosa Mística                   | 1994          | São José                |
| Vargem Grande do Sul     | Nossa Senhora Aparecida                         | 2003          | São José                |
| Vargem Grande do Sul     | Santa Luzia e São João Paulo II                 | 2014          | São José                |